# Colobomatus richiardi
Colobomatus richiardi is een eenoogkreeftjessoort uit de familie van de Philichthyidae. De wetenschappelijke naam van de soort is voor het eerst geldig gepubliceerd in 1881 door Valle.